# Tumulus von Nickenich

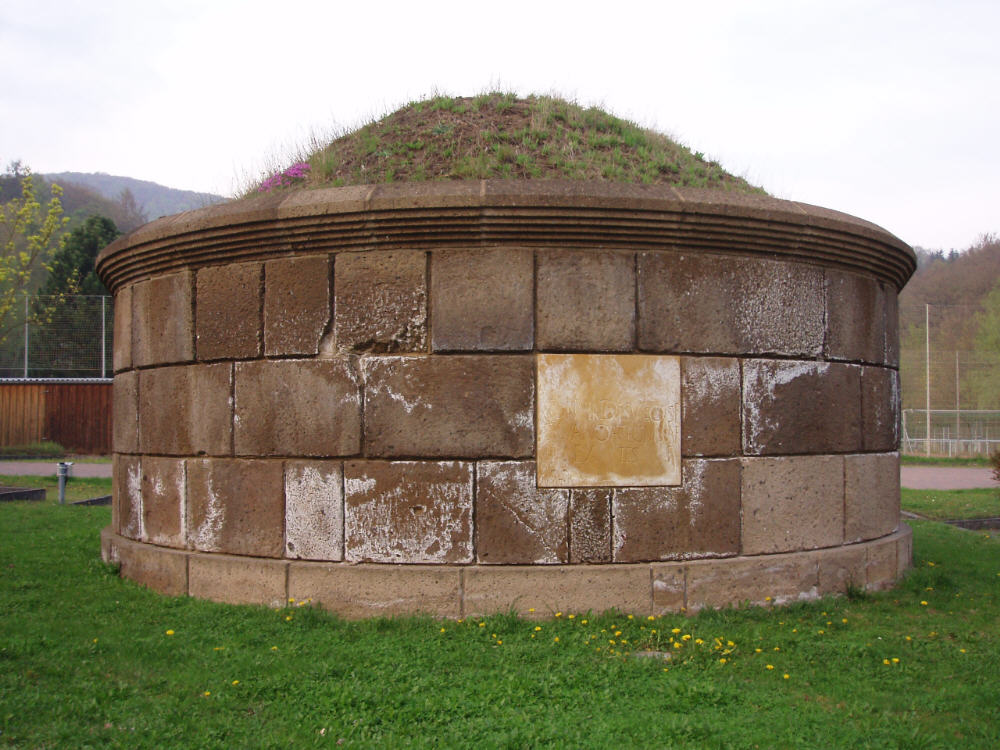
Rekonstruktion des Tumulus in Nickenich

Der Tumulus von Nickenich ist ein gallorömisches Kenotaph, das wohl zu einer Villa rustica in Nickenich in Rheinland-Pfalz gehörte.

## Bauwerk
Bei den Ausgrabungen des 1931 entdeckten Tumulus wurden Quadersteine aus Tuffstein vorgefunden, deren untere Lagen noch auf dem Fundament ruhten, während die Steine aus den höheren Lagen z. T. nicht mehr an Ort und Stelle waren. Das Baumaterial stammte aus dem nahe gelegenen Römerbergwerk Meurin. Ursprünglich waren die Steine wohl durch Holz- oder Metallklammern miteinander verbunden. Dies lässt sich aus schwalbenschwanzförmigen Vertiefungen in den Oberseiten der Quader schließen. Das Innere des Rundbaus war mit Lavagestein verfüllt; eine Grabkammer war nicht vorhanden. Neben dem Fundament, das einen Durchmesser von etwa sieben Metern hat, wurden weitere Quader, ein Inschriftenstein, ein Quader mit Einarbeitungen für die Inschrift sowie Teile des Gesimses gefunden. Insgesamt waren noch etwa 70 % der ursprünglichen Bausubstanz vorhanden. So ließ sich der Tumulus mit einer Höhe von etwa 2,5 Metern rekonstruieren.

## Inschrift
Der Inschriftenstein trägt den Text:
Übersetzt: Der Cotuinda, der Tochter des Esucco [und] dem Silvanus Ategnisa, ihrem Sohn, [haben] die Erben aufgrund testamentarischer Bestimmung [dieses Grabmal] errichtet.
Der Stein lässt auf die Mitte des ersten nachchristlichen Jahrhunderts datieren, vermutlich gehörte die Pellenz jedoch schon einige Zeit zum römischen Reich, als der Rundbau errichtet wurde. Die Inschrift weist einerseits die gängigen lateinischen Formeln, andererseits – außer „Silvanus“ – keltische Namen auf, zeugt also von der Vermischung der beiden Kulturen.

## Nischengrabmal mit Reliefs
Etwa vier Meter vom Tumulus entfernt wurde ein Grabmal gefunden, das aus drei mit Löwen bekrönten Nischenstelen aus Kalkstein auf einem Tuffsockel besteht. In den Nischen befinden sich insgesamt vier Reliefs von Personen: In den beiden äußeren Nischen sind Männerfiguren, die jeweils eine Schriftrolle halten, zu sehen. Sie tragen römische Kleidung. In der mittleren Nische sind eine Frau und ein Kind dargestellt. Die Frau trägt keltischen Schmuck, eine keltische Frisur und die keltische Tracht, darüber aber einen römischen Mantel. Das Kind ist mit Tunika und Pallium bekleidet. Die Personenkonstellation – Mutter und Sohn –, die räumliche Nähe zum Tumulus, in der die Steine gefunden wurden, die Vermischung keltischer und römischer Elemente sowie das Fehlen einer gesonderten Inschrift legen den Schluss nahe, dass es sich bei den beiden Personen der mittleren Stele um die auf dem Inschriftenstein erwähnte Contuinda und ihren Sohn Silvanus Ategnissa handelt und dass somit Reliefstelen und Tumulus zusammengehören.

## Datierung
Der Stil des Nischengrabmals weist auf eine Entstehung im 1. Jh. n. Chr. hin.
Schriftart und Formulierung des Textes auf dem Inschriftstein lassen auf eine Entstehungszeit um 50 n. Chr. schließen. Gemauerte Rundbauten von der Art des Tumulus von Nickenich waren ab dem späten 1. Jahrhundert n. Chr. bis ins 3. Jahrhundert n. Chr. üblich, wobei die keltischen Einschläge des Kenotaphs von Nickenich eher auf den Anfang dieser Zeitspanne hinweisen. Insgesamt ist also eine Entstehung zwischen 50 und 100 n. Chr. anzunehmen.

## Ähnliche Grabstätten

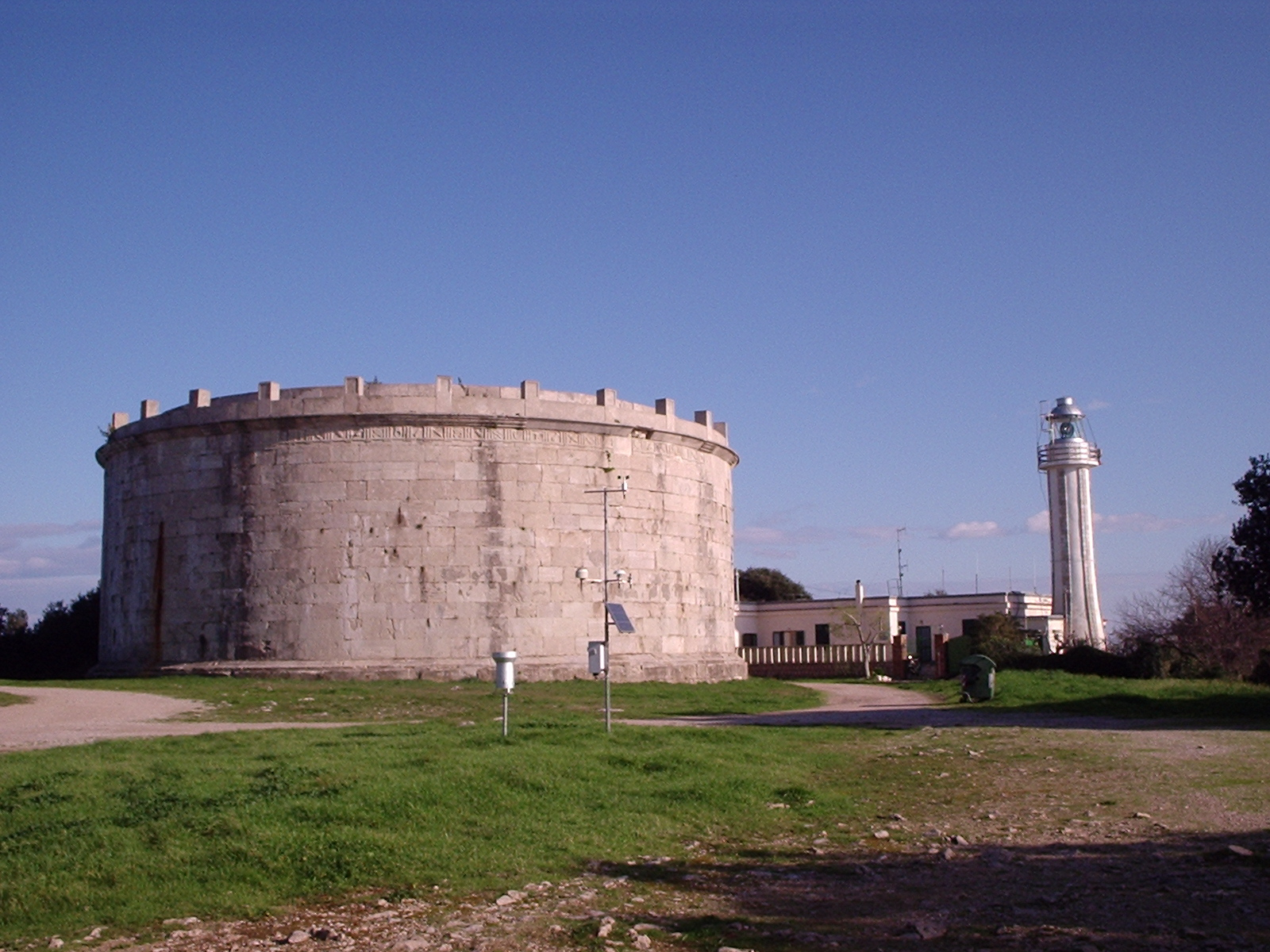
Grabmal des Plancus

Römische Grabhügel, z. T. mit gemauerten Sockeln wie in Nickenich, sind an Rhein – z. T. auch rechtsrheinisch – und Mosel sowie im heutigen Belgien zu finden. Sie wurden zwischen dem späten 1. Jahrhundert und dem 3. Jahrhundert n. Chr. errichtet. Die Kennzeichnung von Gräbern durch Hügel kann entweder auf vorchristliche keltische Traditionen zurückgeführt werden oder auf römischen Einfluss. Ab etwa 50 n. Chr. war es auch in Italien Sitte, die Gräber bedeutender oder reicher Persönlichkeiten mit Tumuli zu schmücken. Vergleichbar mit den gallorömischen Tumuli in Nickenich, Ochtendung etc. ist beispielsweise der Grabrundbau des Senators Lucius Munatius Plancus in Gaeta, der etwa um die Zeitenwende errichtet wurde.

## Fund und Verbleib
Der Tumulus wurde 1931/32 in Nickenich ausgegraben. Das Original befindet sich heute im Rheinischen Landesmuseum in Bonn; eine maßstabsgetreue Rekonstruktion, allerdings ohne die Reliefs, steht einige Meter nordwestlich des Fundortes, da der Originalstandort inzwischen mit einem Wohnhaus samt Garagen überbaut wurde.